# Nepridipravljice
Nepridipravljice so zbirka pravljic, ki jih je zapisala Eva Škofič Maurer. Izšla je leta 2004 pri založbi Karantanija, ilustriral jo je Uroš Hrovat.

## Zbirka
Zbirko Nepridipravljice sestavlja 23 pravljic, ki so objavljene na 89 straneh. Nastala je s pomočjo vprašanj, katere so otroci puščali v škatlicah v knjižnicah, jih pošiljali na revijo za katero je Maurerjeva takrat pisala, nekatera vprašanja pa so ji povedali starši otrok. Tako je nastala cela zbirka pravljic, pri katerih avtorica kot klovnesa strokovno odgovarja na vprašanja. vse te pravljice so tudi posneli na TV Koper.

## Vsebina
Kaj naredi klovnesa, če je žalostna
Kadar je klovnesa Mika Maka žalostna, je v kuhinji prava poplava. Takrat okrogla muckasta kepica napade žalost, a le-ta se ne da tako zlahka. Navsezadnje jo počasi izmije  iz nog, rok, glave, nosu in prsi. Koščki žalosti odplavajo po žilah in se stopijo kakor sladoled. In že je tu spet dobrovoljna Mika-Maka.
Kje domujejo klovnski noski
Prvi april je največji praznik klovnov in klovnes. Dan, ko bi vsi morali v šole, na ulice in v službe z rdečim noskom. Vendar tak čisto pravi rdeči klovnski nosek najdeš le na zelenem otoku. Najradovednejši nosek bo prvi prifrčal z drevesa na lončnico. Le-to je potrebno takoj zgrabiti in odhiteti nazaj v čoln. Vendar nosek ni takoj zrel, najprej se mora privaditi na okolje, potem pa si ga lahko nadaneš.
Kako se je rodil smeh
Ko je bila Zemlja še zelo mlada, se je nanjo od nekod prikradel strah in se vanjo zakopal. Kmalu so se na Zemljo naselili ljudje med katerimi je vladal strah. Neke noči je Koni opazil utrinek in ga odšel iskat. Kmalu ga je našel in s tem prebudil nevidne smehce, kateri so ga nalezli s smehom. Koni se je počutil zelo dobro. Kmalu se je vrnil domov, kjer so ga pričakali prestrašeni starši in ostali vaščani. Tedaj pa so nevidni smehci z Konija poleteli proti ljudem. Strah je začelo odnašati v nebo, ljudje pa so se ves čas smejali in bili so srečni.
Zakaj si prvega aprila izmišljamo potegavščine
Lepega pomladnega dne so se v nekem lastovičjem gnezdu izvalile noge. Nekega dne so se noge nagnile čez rob gnezda in padle. Čez čas so vstale in naredile prvi korak. Ugotovile so, da se hranijo s hojo. V nekem rovu, v družini krtov pa so se rodile roke in pomagale rešiti ptička, ki je padel v ta rov. Prav takrat so roke opazile, da niso več tako slabotne in odvršele so v svet. Nekega dne pa so si roke in noge prišle naproti in odtlej potovale skupaj. Ampak noge so šle vedno v isto smer, roke pa prav v nasprotno. Na pomoč jim je priskočil hrast, ki je spustil nanje želod. Le-ta se je združil z rokami in nogami in nastal je mali leteči pajacek. Vse to se je zgodilo prvega aprila pred enajstodvajsetimi leti in zato vsako leto praznujemo njegov rojstni dan.
Zakaj ljudje nimamo repa
Nekoč, so imeli ljudje rep, ki jim je zelo koristil. Potem pa se je rodil Aleš. Zanimalo ga je zakaj ljudje hodimo po vseh štirih. Menil je, da bi bilo mnogo bolje stati na zadnjih nogah in zato je to tudi poskusil. Sprva je imel nekaj težav, a se je vedno, ko bi skoraj padel, uje z repom. Ljudje so ga začeli posnemati, repi pa so se pritoževali. Zato so se nekega dne iztaknili ljudem  in odšli. Vendar te repi živijo še danes. To so kače.
Kako so nastali krofi
Nekega dne se je babica odločila, da bo za vnučke spekla krofe. Ko je končala, je dedek nekaj zavohal, obrnil se je in zadel v pladenj s krofi. Babici je le-tega čudežno ujela in dedku dodelila krof, ki je padel na tla. Dedek je odšel in na krof nakapljaj živo vodo ter ga zalučal v vesolje. Ko so se zvečer vnučki najedli krofov, so z dedkom odšli ven. Pogledali so skozi teleskop – krof poškroplen z živo vodo je bil čisto drugačen. Iz njega je nastal čudovit nov planet. Ljudje, ki živijo na njem, mu pravijo Zemlja.
Zakaj imajo krave roge
Nekoč so bile krave precej manjše kakor zdaj in bile so odlične pestunje. Pri Šterbenkovih so pričakovali dojenčka, zato so šli na semenj in za pestunjo izbrali belo kravo Mimiko. Katka je bila na moč vedoželjna. Nekega dne se je med počitkom splazila ven, takrat pa se je Mimika prebudila, kot da bi nekaj zaslutila. Zaskrbljena je stekla za Katko in jo našla v vodi. Zaman jo je poskušala rešiti z repom in spraviti na hrbet. Nazadnje se je Katka oprijela rogov, ki jih je imela Mimika med uhlji. So roge pričarale dobre vodne vile ali so zrasli iz velike stiske?
Zakaj imajo pajki neskončno nit
Pred davnimi časi se je Zemlja močno prehladila. Začela je kihati in od nje se je odkrhnil velik kos in odletel v vesolje. Na njem so bili dinozavri in nikoli več se niso vrnili. Čez čas je Zemlja znova kihnila, in odkrušil se je nov del, kjer so prebivali mamuti. Živali so bile zelo zaskrbljene. Pajki so se domislili, da bi morali zemljo prevezati z nekakšnimi vrvmi. In prav to jim je uspelo. Zemlja se je čez nekaj časa prebudila spočita in zdrava. Pajkom je v zahvalo podarila neskončno nit. In ti so se kmalu naučili plesti pravih mojstrovin iz svojih niti.
Ali morski pes laja
Morski psiček Bim je v resnici nameraval postati zgleden morski pes, vendar mu ni in ni šlo. Vedno je cvilil in lajal. Vsakič, ko se mu je zgodilo kaj lepega, je lajež kar sam planil iz njega. Da bi ostal tiho, je poskušal vse mogoče. Bim je rastel in se tudi zaljubil, njegova izvoljenka je bila psička Naja. Neke noči jo je povabil na romantični ogled površja, lovila sta se, skakala in čofotala. Bilo mu je tako lepo, da je nenadoma zatulil v luno, kar pa je bilo Naji zelo všeč. Tako sta skupaj tulila v luno. Ker drugim morskim prebivalcem to ni bilo všeč, so ju izgnali iz morja. Na kopnem so se jima pridružili še nekateri preglasni morski prebivalci.
Kako je nastala policijska sirena
Ob ravno prav velikem potoku je zrasla mirna vasica. Ljudje v njej so lepo živeli. Neke noči pa jih je prebudilo glasno zavijanje. Prestrašeni so sledili grozljivemu zvoku. Na prag je stopila babica s pravkar rojeno deklico z najpriedirljivejšim glasom na svetu. Imenovali so jo Sirena. Nekega dne je v hišo prišel tat, Sirena pa ga je videla. Ko je izstopal iz hiše, je skoraj padel po tleh, tako ga je prestrašil predirljiv glas. Vaščani so se v trenutku pridrli na kup. Sirena je odtlej postala nepogrešljiva: če je bilo karkoli narobe, so jo poklicali in ona je na vso moč zatulila. Ko pa je zrasla, je dobila čudovito službo na policiji.
Kako so nastali oblaki
Pred davnimi časi oblakov sploh ni bilo in nebo je bilo vedno jasno. Nekega jutra pa se je neki nagajivi komet podil po nebu in se zaletel naravnost v posode z mlekom vesoljskih ovc. Tako se je najslajše mleko v vesolju razlilo po nebu. Nekaj kapljic je padlo tudi na Zemljo in prav Petra je okusila eno izmed njih. Nebo pa je bilo modro z belimi lisami in progami. Tistega večera pa se je Petri izpolnila želja in zrasla so ji krila. Poletela je naravnost k sladkemu oblačku. Po tej dogodivščini se je spusila nazaj v svojo sobo in zaspala. Zjutraj je mami hotela pokazati krila, vendar jih ni bilo več. Mislila je, da se ji je vse sanjalo, ko pa je stopila ven in se ozrla proti nebu, je bilo na njem spet polno oblačkov.
Od kod marelicam ime
Nekoč je stara gospa, ki ji je vid že pehal, na deževen dan vzela na sprehod sončnik namesto dežnika. Sončnik takšnega sivega in mokrega sveta ni poznal. Tedaj pa je zagledal njo – rožnato dežničko – marelico, kar požiral jo je s pogledom. Ker se je sončnik ustrašil, da marelice ne bi videl nikol več, se je naslonil na veter in ta ga je odnesel k njej. Zvečer ju je veter nežno odložil v sadovnjaku. Malo sadno drevo, na katerem sta prespala prvo noč, je postalo njun dom. To drevo se prav zaradi njiju imenuje marelično drevo.
Kam te nese polna luna
Veter je na stežaj odpr oknu v Fabijovi sobi. Opazil je, da je bila od njegovega okna po zdraku speljana bela pot. Počasi je odšel po njej. Po podobnih potkah so stopicali bosi fantki in dekletca. Prispeli so na mesečno jaso, tam pa je vsak otrok dobil svojo muco. Fabi je vso noč božal muco, ona pa je odnašala srebrne kaplje na visoko skalo ter se vračala s kristali. V zahvalo za nočno pomoč je Fabi dobil mesečev kristal, potem pa je odcapljal za muco, ki ga je pospremila domov. Zjutraj je Fabijeva mama presenečena ugotovila, da sin spi na okenski polici.
Kaj delajo muce, ko spijo?
Takoj ko muca zapre oči in zaspi, pogleda v svet, kjer rastejo želje. Vsak od nas ima svojo muco, ki skrbi za njegove sanje. Ker Taša ni bila pozorna, je skoraj doživela prometno nesrečo. Vse to je videla neka babica, ki je Tašo pospremila domov in njenim staršem obrazložila kaj se je zgodilo. Taša pa tudi v sanjah ni imela miru. Takrat pa ji je na pomoč priskočila njena muca Naska, ki je vse grozne sanje spremenila v prečudovito popotovanje.
Zakaj ljudje ne spijo zimskega spanja
Zadišalo je po zimi in medvedja družina se je odpravila v brlog na zimsko spanje. Ko so že spali tri mesece, je medvedka Noska začela tlačiti mora in prav zato se je tudi prebudil. Zaradi ropoa, ki ga je ustvaril, so se zbudile vse gozdne živali in bile so prav prestrašene. Le vrabčki so ohranili mirno kri. Poklicali so ljudi in prva je v gozd pritekla klovnesa. Potolažila je medvedka in mu povedala, da bav-bava sploh ni, da je to le sneg, kar ga grize v noge. Svitalo se je, ko je medvedek končno izjavil, da se ne boji več snega. Skupaj z novimi prijatelji je odhlačal do medvedjega brloga.
Kam gre staro leto in od kod pride novo
V resnici ni ne starega in ne novega leta, ampak je vse to isto leto.  Najprej je bil samo Čas, ki pa je po nesreči odgriznil svoj rep. Rep se je poimenoval Leto. Povabil je Čas na predstavo vseh dni, ki jih je zavrtel kot sličice v filmu. Ker so bile te sličice brezbarvne, se je leto odločilo da jih pobarva. Ker se je Leto izmučilo, ga je Čas pograbil za ušesa, ga potegnil skozi samega sebe ter obrnil na drugo stran. In na drugi strani je bilo Leto kot novo. Tako je nastalo novo Leto.
Zakaj sta Luna in Sonce na nebu posebej
Luna in Sonce sta se pred mnogimi leti zaljubila. Ves čas sta preživela skupaj. Tam, kjer sta sijala, je bilo toplo in svetlo, ko pa sta se oddaljila, se je stemnilo. Spoznala sta, da ni prav, da mislita le nase, saj je uboge ljudi strah. Odločila sta se, da bosta svetila tako, da na Zemlji ne bo nikoli čisto temno. Ljudem je bilo spet dobro pri duši, Sonce in Luna pa sta se neznansko pogrešala. Zato so skupaj z ljudmi določili, kdaj bosta imela zmenke. Tiste dni pa namesto njiju za nas svetijo zvezdice.
Kako najdeš pravljico
Pravljice morajo pisatelju skočiti v glavo. In takrat ko se to zgodi, jo zapiše na list. O tem, kdo bo dobil v glavo katero od pravljic, je dolga leta odločal slovar zelo težkega jezika. Nekega dne pa se je slovar zaljubil v malce starejšo pravljico. Kar naenkrat pa je iz slovarja in pravljice porodila mala pravljica Lučka. Podolgem in počez je preskakljala svet črk, besed in knjig ter tako dobila veliko novih prijateljev. Ker so zdaj te knjižni otroci rasli skupaj, so se med njimi začele kresati iskre zaljubljenosti. Tako so se rojevale nove, povsem drugačne pravljice.
Kako so spominčice dobile ime
v neki vasi je živela deklica Sonja. Prav v tej vasi je živel tudi starec, ki so se ga vsi ogibali. Ker deklica nekega dne starca ni več videla na klopi, ga je obiskala doma. Ležal je v postelji, okrog njegove glave pa so plahutali črni trakovi. Ti trakovi so bili starčevi spomini, in med njimi ni bilo niti enega svetlega. Sonja mu je s pomočjo kamiličnega čaja vrnila moč in starec je kmalu ozdravel. Postala sta prava prijatelja. Starec se je odločil, da bo Sonjo klical kar Spominčica.
Ko se zaljubita noska
Mateja in Matic sta bila tako zelo zaljubljena, da sta ves častiščala svoja noska skupaj. Večkrat sta se podrgnila z noski, tako kot se menda poljubljajo Eskimi. Nastopil je čas za Matičev nos, z glasnim smrčanjem je začel pripovedovati Matejini noskici, kao zelo jo ljubi. Noskica je poslušala, njena lastnica pa zaradi tega ni in ni mogla zaspati. Zato je vsako noč prespala na kavču. Fant in dekle sta se sprla, zato se je Matic tudi odselil. Nekega dne sta se Matic in Mateja znašla na istem avtobusu. Onadva se nista opazila, njuna noska pa sta se zavohala. Zdaj ko sta se Matic in Mateja končno spet srečala, se je Matičev nos odločil, da bo storil vse, da bi ostala skupaj z njegovo ljubljeno noskico.
Kaj če se krožnik noče umivati
Nekoč je živel krožnik. Prav nič mu ni bilo všeč, da so nanj naložili vso hrano, ga potem namočili in drgnili z ostro gobo. Na stojalu si je vsaj malo odpočil. Ko je že mislil, da ne more biti slabše, je v hišo prišel pomivalni stroj. Takrat pa so se začeli pritoževati tudi kozarci in pribor. Nekega dne sta se otroka igrala z našim krožnikom. Vrgla sta ga skozi okno. Pristal je na travi, kjer ga je našel cirkuški žongler. Doma je zanj lepo poskrbel, zvečer pa se je že ves bleščeč vrtel na visoki palici sredi cirkuške arene.
Princesa pes
Na vrhu zelenega brega je stal grad. Vanj so se vselili oče, mama in hči Nina. Nina se je zelo rada igrala. Odkar pa je postala princesa, se ni smela več igrati. Po pomoč se je odpravila k čarovnici, ki ji je pripravila poseben napitek. Nina se je spremenila v psa. Bila je zelo vesela, saj se je lahko ponovno kotalila po bregu, nihče iz gradu pa ni posumil, da je to princesa. Zjutraj se je potiho odplazila domov. Prestrašeni služabniki so v Ninini sobi zaslišali lajež. Ko so vstopili, so zagledali Nino, ki se jim je smejala s postelje. Za trenutek se jim je zazdelo, da je nekoliko bolj lasata kot sicer.
Kaj delajo starši kadar jih otroci ne vidijo
Nina se je začela spraševati, kaj delajo starši, kadar jih ne vidi. Nekega dne, ko sta bila starša doma, se je odločila, da ju preseneti. Med odmorom je odšla iz šole in po tihem odklenila domača vrata. Mamina obleka je razmetana ležala v dnevni sobi. Presenetiti ju je želela v spalnici, vendar ju tam ni bilo. Našla ju je v sobi, kjer sta se igrala z njenimi in Žigovimi igračami. Seveda je za vso zmešnjavo sledila kazen. Mama je morala speči velikanski štrudelj, oče pa pospraviti sobo.